# Louis-Marie Désiré-Lucas
Louis-Marie Désiré-Lucas, né le 15 octobre 1869 à Fort-de-France (Martinique) et mort le 29 septembre 1949 à Douarnenez (Finistère), est un peintre et lithographe français.

## Biographie
Désiré-Lucas est né d'un père breton commissaire de la Marine, Louis Marie Alexandre Lucas, né à Plabennec, et d'une mère créole, née Marie-Louise Jaham Desrivaux (une famille de békés). La famille s'installe à Brest en 1871. Il passe tous les étés au Faou. Enfant, la peinture l'attire : « À quatre ans, je faisais des fugues au port, où mes parents affolés me retrouvaient en train de dessiner les bateaux. »
Sa première œuvre est La Jeune Ouessantine (1886), huile sur toile, 60 x 50 cm, conservée au musée des beaux-arts de Brest. Le modèle était Marie-Hélène Malgorn, née à Ouessant en 1879
En 1889, il obtient une bourse de la ville de Brest qui lui permet d'entrer à l'Académie Julian à Paris, où il est l'élève de William Bouguereau, Tony Robert-Fleury et Jules Joseph Lefebvre. Puis il est admis à l'École des beaux-arts de Paris. Il débute au Salon des artistes français de 1893 avec des portraits féminins et y obtient une mention honorable en 1897, une médaille de 3e classe en 1898, une médaille de 2e classe en 1899 et une médaille de 1re classe comme lithographe en 1909.
Le refus de son Ave Maria au Salon de 1896 le décourage. Gustave Moreau lui conseille alors : « Quittez Paris, oubliez tout ce que vous y avez appris et revenez à ce que vous faisiez quand vous ne saviez rien. »
Il s'installe à Vannes avec son épouse Marguerite, née Philippe, et s'attache à reproduire des scènes de la vie bretonne. Ses envois aux Salons de 1897 (La Tricoteuse), de 1898 (Conte de la grand'mère) et 1900 (Le Vœu du petit mousse) sont remarqués, bien que la couleur en soit jugée trop sombre. Il éclaircit alors sa palette. Le 6 février 1900, nait son troisième enfant, Maurice Désiré-Lucas, futur paysagiste post-impressionniste.
Médaille de bronze à l'Exposition universelle de 1900, il obtient l'année suivante une bourse de voyage et l'État français lui achète le Bénédicité (Paris, musée d'Orsay), puis L'Homme des champs en 1903. Il quitte Vannes pour Belz, puis charmé par les lieux, s'installe en 1907 au manoir de Kerbervet à Ploaré. Il est mobilisé à Amiens lors de la Première Guerre mondiale.
Désiré-Lucas est influencé par la peinture de Paul Cézanne. Il travaille par séries de tableaux en peignant les mêmes sujets avec des gammes chromatiques différentes selon l'état de la lumière.
Prix Rosa-Bonheur 1910, en 1920, il entreprend un travail sur les bords de côtes et les paysages sur la Côte d'Azur, en Espagne, en Italie ainsi qu'à Belle-Île-en-Mer. En août 1922, il séjourne à Ouessant avec son élève Marie Réol et rapporte une série d'études.
Il arpente aussi les vieux quartiers animés de Douarnenez pour y étudier ses habitants. Il se lie avec Paul Abram et tous deux peignent aux Plomarc'h. Désiré-Lucas y réalise de nombreuses toiles, notamment une série de Hêtraie des Plomarc'h. L'originalité de son style s'affirme et se caractérise par le dynamisme fougueux de la touche et l'emploi d'une palette vive.
Il sillonne aussi la région du Cap Sizun, Confort, où il s'attarde sur le pardon. Plus tard, la presqu'île de Crozon devient son endroit de prédilection. Il séjourne avec Marie Réol à Camaret-sur-Mer à partir de 1928. Durant l'entre-deux guerres ce lieu est le rendez-vous de nombreux artistes.
En 1929, il présente au Salon des artistes français les toiles Portrait de Mme Aletti et La Baie de Douarnenez.
Quelques années après la mort de sa femme Marguerite, il épouse Marie Réol en 1942. La Seconde Guerre mondiale puis la maladie l'immobilisent à Kerbervet.
Désiré-Lucas reçoit une médaille d'honneur au Salon de 1936. Il est élu à l'Académie des beaux-arts de l'Institut de France en 1943, au fauteuil de Jacques-Émile Blanche (section peinture), mais ne prononce son discours de réception que le 8 mai 1946.
En 1948, à l'occasion du tournage du film Du Guesclin de Bernard de Latour, il reçoit la visite de Yves Floc'h, avec lequel il noue une amitié. Celui-ci avait participé aux décors de la fête organisée dans la vieille ville de Dinan, accompagné de Claude Marin[réf. nécessaire].

## Salons
- Salon des artistes français :
  - 1897 : L'Âtre ;
  - 1899 : La Forge ;
  - 1906 : Le Déjeuner des enfants ;
  - 1907 : Femme à la couture.

## Œuvres dans les collections publiques
- Brest, musée des Beaux-Arts[3] :
  - Portrait du médecin général Clarac, 1933, huile sur toile, 92,3 x 73,5 cm,
  - L'Oblate, huile sur toile, 111,8 x 96,2 cm,
  - La baie de Douarnenez vue de sainte Marie du Menez Hom, vers 1942, huile sur toile, 81 x 100 cm,
  - Sur la petite cale, Douarnenez, vers 1947, huile sur toile, 81 x 100 cm,
  - La jeune Ouessantine, 1886, huile sur toile.
- Paris, musée d'Orsay : Le Bénédicité, vers 1901, huile sur toile[8].
- Péronne, musée Alfred-Danicourt : Le Port d'Ondarroa, huile sur toile[9].
- Quimper, musée des Beaux-Arts : La Procession, 1909, huile sur toile[10].
- Valparaíso, musée municipal des beaux-arts : Vue de Florence, huile sur toile.
- Vannes, musée de la Cohue : Le Port de Camaret, 1830, huile sur toile.

## Élèves notoires
- Jeanne-Marie Barbey (1876-1960)[11]
- Caroline Espinet (1844-1912)
- Lucien de Maleville (1881-1964)
- André Prévot-Valéri (1890-1959)
- Abel Villard (1871-1969)
- Marie Réol (1880-1963)
- Flordavid (1891-1958)

## Hommages
Marie Réol a créé en 1950 un prix Désiré Lucas à la société des artistes français.
Des rues de Brest et Douarnenez portent le nom de Désiré Lucas.